# 21st Century
21st Century (intitolato anche 21st Century Digital Girl negli store digitali) è il terzo album in studio del gruppo musicale tedesco Groove Coverage, pubblicato nel 2006.

## Tracce
1. Summer Rain – 3:59
2. 21st Century Digital Girl – 2:52
3. Never Ever Stop – 3:04
4. Holy Virgin – 3:49
5. Call Me – 3:33
6. What You C Is What You Get – 3:34
7. Angel from Above – 3:10
8. November Night – 3:20
9. When I Die – 3:31
10. On the Radio – 2:58
11. Rock – 2:33
12. When Love Lives in Heaven – 3:41
13. Moonlight Shadow (Pure & Direct Version) – 4:15
14. Indonesia – 3:06
15. Let It Be – 3:32